# Vochysia discolor
Vochysia discolor är en tvåhjärtbladig växtart som beskrevs av Johannes Eugen ius Bülow Warming. Vochysia discolor ingår i släktet Vochysia och familjen Vochysiaceae. Inga underarter finns listade i Catalogue of Life.